# قصر أبو هادي
قصر أبو هادي هي قرية يقدر عدد سكانها بـ 4,890 نسمة في شعبية سرت الليبية. تقع على بعد كيلومترين شرق مطار القرضابية الدولي و 20 كم جنوب مدينة سرت.
ادعى الزعيم الليبي السابق معمر القذافي أنه ولد في خيمة من شعر الماعز بالقرب من القرية في 7 يونيو 1942.